# Benjamin Bieneck
Benjamin Bieneck (* 7. Mai 1983 in Frankfurt am Main) ist ein deutscher Journalist und Fernsehmoderator.

## Leben
Bieneck absolvierte das Abitur und studierte im Anschluss bis zum ersten Staatsexamen Jura. Bei ProSiebenSat.1 begann er ein Volontariat in der Taff-Redaktion. Einige Zeit später bekam er seine eigene Rubrik "Beef mit Benji". Bieneck arbeitete ebenfalls bei Zeitschriften wie Bunte und BILD. Seit 2013 ist er als Society-Experte regelmäßig im Sat.1-Frühstücksfernsehen zu sehen.
Nachdem er seit 2022 als Moderator in Vertretung gelegentlich das Frühstücksfernsehen moderierte, wurde er im Januar 2024 einer der festen Moderatoren der Sendung.

## Privates
Bieneck wohnt in München. Im Jahr 2020 machte er seine Krebserkrankung öffentlich.